# شمع ياباني

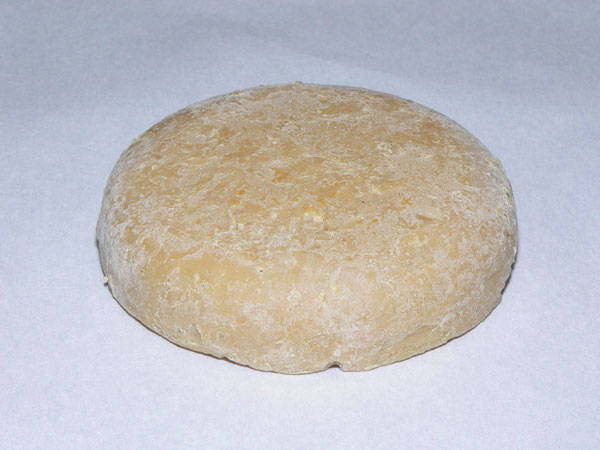

الشمع السماق أو الشمع الياباني هو مادة صلبة شمعية لونها أصفر شاحب وملمسها صمغي، وهي غير قابلة للذوبان في الماء. ويتم الحصول عليه من بعض أنواع السماق الأصلية في اليابان والصين، مثل شجرة اللاكيه وشجرة الشمع اليابانية، ويباع في شكل أقراص أو ألواح.

## التكوين
الشمع الياباني هو نتيجة ثانوية لصناعة الورنيش، وهو ليس شمعاً حقيقياً ولكنه عبارة عن دهون؛ حيث يحتوى على نسبة 10-15% تريبالميتين وستايرين وتريولين، بالإضافة إلى 1% حمض ياباني. يتم استخراجه عن طريق العصر أو التسخين أو بفعل المذيبات.

## الخصائص
مادة عضوية لذا فهو قابل للذوبان في المذيبات العضوية وغير قابل للذوبان في المذيبات القطبية.
درجة الانصهار = 124 °F (51 °C)
الثقل النوعي ≈  0.975
قيمة اليود = 4.5-12.6
قيمة الحمض = 6-209
قيمة التصبن =  220

## الاستخدام
الشمع الياباني من الدهون النباتية التي تستخدم في صناعة الشموع ومواد تلميع الأثاث والصابون وتغليف المواد الغذائية والأدوية ومستحضرات التجميل وألوان الباستيل وأقلام التلوين ومركبات التلميع ومواد التشحيم المعدنية ومواد لاصقة والراتنجات الحرارية وكذلك صناعة بديل لشمع العسل.

## أسماء وألقاب أخرى
يعرف الشمع الياباني أيضاً باسم الشحم الياباني وشمع السماق وشجرة شمع السماق والشمع النباتي والشحم الصيني الأخضر.